# Atanycolus montivagus
Atanycolus montivagus är en stekelart som först beskrevs av Cresson 1865.  Atanycolus montivagus ingår i släktet Atanycolus och familjen bracksteklar. Inga underarter finns listade.